# Aino Suni
Aino Suni   (1985) és una directora de cinema i guionista finlandesa.

## Formació
Es va graduar amb un Bachelor of Arts a la Universitat de Ciències Aplicades de Tampere el 2011 i després, el 2014, va obtenir un màster en guió per la Universitat de Salford.

## Carrera
Com a primera fita professional, el seu curtmetratge Sudenveistäjä va ser seleccionat per al Festival de Cinema de Clermont-Ferrand del 2012. Més endavant, el setembre del 2018, el seu documental Ei koskaan enää es va estrenar al Festival Internacional de Cinema de Hèlsinki. Finalment, el primer llargmetratge de ficció de Suni, Sydänpeto, va estrenar-se internacionalment al Festival de Cinema de Göteborg i es va projectar al dit festival de Hèlsinki la tardor del 2022.

## Filmografia

### Com a directora
- Kasvottomat (2009)
- Korpin laulu (2009)
- Sleep of Reason (2010)
- Niin paljon sinua halusin (2010)
- Sudenveistäjä (2011)
- Propinquity (2013)
- LunaChicks (2014)
- Niin metsä vastaa (2015)
- Kääntöpaikka (2015)
- If I Ruled (2015)
- Seuraava taso (2015)
- Ei koskaan enää (2018)
- Pillupäiväkirjat (2019)
- Shake! (2019)
- Sydänpeto (2022)

### Com a guionista
- Kasvottomat (2009)
- Sleep of Reason (2010)
- Sudenveistäjä (2011)
- Kääntöpaikka (2015)
- If I Ruled (2015)
- Seuraava taso (2015)
- Ei koskaan enää (2018)
- Shake! (2019)
- Sydänpeto (2022)